# Premio Rómulo Gallegos
De Premio Rómulo Gallegos (voluit: Premio Internacional de Novela Rómulo Gallegos) is een tweejaarlijkse Venezolaanse internationale literatuurprijs, die wordt beschouwd als een van de belangrijkste literaire onderscheidingen van Zuid-Amerika.

## Beschrijving

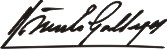
De handtekening van Rómulo Gallegos

De Premio Rómulo Gallegos werd in 1964 ingesteld met een decreet van Raúl Leoni Otero, de toenmalige president van Venezuela. Met de prijs moest de nagedachtenis worden geëerd van de Venezolaanse auteur Rómulo Gallegos (1884-1969). Ook was de onderscheiding bedoeld om de creatieve activiteiten van Spaanstalige schrijvers waar ook ter wereld te stimuleren.
In 1967 werd de Premio Rómulo Gallegos voor het eerst uitgereikt. De toekenning van de prijs, die formeel wordt verleend door de Venezolaanse regering, werd aanvankelijk verzorgd door het Instituto Nacional de Cultura y Bellas Artes (INCIBA) en later door de opvolger daarvan, de Consejo Nacional de la Cultura. In 1986 werd besloten, dat de toekenning van de prijs voortaan in handen zou zijn van de Fundación Centro de Estudios Latinoamericanos Rómulo Gallegos (CELARG).
De Premio Rómulo Gallegos, die wordt uitgereikt op 2 april (de geboortedag van Rómulo Gallegos), bestaat uit een gouden medaille en een getuigschrift. Ook is aan de prijs een geldbedrag verbonden van iets meer dan 100.000 euro.

## Winnaars
| Jaar | Winnaar                | Land        | Boek                              |
| ---- | ---------------------- | ----------- | --------------------------------- |
| 1967 | Mario Vargas Llosa     | Peru        | La casa verde                     |
| 1972 | Gabriel García Márquez | Colombia    | Cien años de soledad              |
| 1977 | Carlos Fuentes         | Mexico      | Terra nostra                      |
| 1982 | Fernando del Paso      | Mexico      | Palinuro de México                |
| 1987 | Abel Posse             | Argentinië  | Los perros del paraíso            |
| 1989 | Manuel Mejía Vallejo   | Colombia    | La casa de las dos palmas         |
| 1991 | Arturo Uslar Pietri    | Venezuela   | La visita en el tiempo            |
| 1993 | Mempo Giardinelli      | Argentinië  | Santo oficio de la memoria        |
| 1995 | Javier Marías          | Spanje      | Mañana en la batalla piensa en mí |
| 1997 | Ángeles Mastretta      | Mexico      | Mal de amores                     |
| 1999 | Roberto Bolaño         | Chili       | Los detectives salvajes           |
| 2001 | Enrique Vila-Matas     | Spanje      | El viaje vertical                 |
| 2003 | Fernando Vallejo       | Colombia    | El desbarrancadero                |
| 2005 | Isaac Rosa             | Spanje      | El vano ayer                      |
| 2007 | Elena Poniatowska      | Mexico      | El tren pasa primero              |
| 2009 | William Ospina         | Colombia    | El país de la canela              |
| 2011 | Ricardo Piglia         | Argentinië  | Blanco nocturno                   |
| 2013 | Eduardo Lalo           | Puerto Rico | Simone                            |
| 2015 | Pablo Montoya          | Colombia    | Tríptico de la infamia            |
| 2017 | niet uitgereikt        |             |                                   |
| 2020 | Perla Suez             | Argentinië  | El país del diablo                |